# Lorenzo Calonga
Lorenzo Calonga Arce (28 de agosto de 1929 - 20 de setembro de 2003) foi um futebolista paraguaio que atuava como atacante.

## Carreira
Lorenzo Calonga fez parte do elenco da Seleção Paraguaia de Futebol, na Copa do Mundo de 1950 no Brasil.